# John Q
John Q – amerykański dramat z 2002 roku, wyreżyserowany przez Nicka Cassavetesa. Film zdobył nagrodę NAACP Image Awards.

## Opis fabuły
U syna Johna Archibalda, Michaela, lekarze wykryli bardzo poważną wadę serca. Kiedy jego rodzice przyjeżdżają do szpitala, dowiadują się, że konieczny jest przeszczep serca. John ma jednak niepełne ubezpieczenie zdrowotne, więc za operację będzie trzeba zapłacić, z własnej kieszeni. Zdesperowani rodzice szukają pomocy wszędzie, jednak nikt nie chce im pomóc. Wówczas John kupuje pistolet, bierze zakładników i barykaduje się w szpitalnej izbie przyjęć, chcąc w ten sposób wymusić wpisanie syna na listę osób oczekujących na przeszczep.

## Obsada
- Denzel Washington jako John Quincy Archibald
- Kimberly Elise jako Denise Archibald
- Daniel E. Smith jako Michael 'Mike' Archibald
- James Woods jako dr Raymond Turner
- Anne Heche jako Rebecca Payne
- Robert Duvall jako  Frank Grimes
- Ray Liotta jako Gus Monroe